# ألينغسوس
ألينغسوس (السويدية :Alingsås): هي بلدة سويدية ومركز بلدية ألينغسوس في مقاطعة فسترا غوتلاند في السويد. بلغ عدد السكان 24,482 نسمة في عام 2010.

## أعلام
- كوني أندرسون
- أوفه غران
- غوستا بيترسون
- لينارت برقلين
- توماس بيترسون
- كارين بوي